# День прав людини
День прав людини (англ. Human Rights Day) — міжнародне свято, що відзначається 10 грудня за пропозицією Генеральної асамблеї ООН, знаменуючи річницю ухвалення Асамблеєю Загальної декларації прав людини в 1948 році. В Україні на офіційному рівні затверджений 9 грудня 2022 року.

## Статус
До поняття «Права людини» людство прийшло не відразу. Вперше про права особистості заговорили французькі просвітники Вольтер і Жан Жак Руссо. Пройшло ще майже два сторіччя, перш ніж людство дозріло до поняття і прийняття загального кодексу прав людини. 10 грудня 1948 року Організація Об'єднаних Націй прийняла Загальну декларацію прав людини, що проголошує права особистості, цивільні і політичні права і свободи (рівність всіх перед законом, право кожного на свободу і особисту недоторканність, свободу совісті та інші). У Декларації заявлено також, що всі люди мають рівні права, які не залежать від їх особових відмінностей і від різниці в політичних системах їх країн. Декларація не має обов'язкового характеру. В основу документа були покладені всі напрацювання людської думки, які були на той момент у даному питанні. Це був перший досвід колективної розробки універсального документа з прав людини.
Багато країн включають основні положення Декларації в своє базове законодавство і конституції. Її принципи лежать в основі багатьох пактів, конвенцій і договорів з прав людини, укладених з 1948 року. Найширшими обов'язковими угодами з прав людини, укладеними під егідою ООН, є Міжнародний пакт про цивільні і політичні права і Міжнародний пакт про економічні, соціальні і культурні права, підписані 16 грудня 1966 року. За дотриманням прийнятих пактів, конвенцій і договорів з прав людини спостерігає Верховний Комісаріат ООН з прав людини. Верховний комісар відряджає своїх посланців в різні країни світу для складання звітів про дотримання прав людини на місцях. Якщо права не дотримуються, то в справу вступають трибунали.

## В Україні
9 грудня 2022 року, на підтримку рішення Генеральної Асамблеї ООН, Президент України підписав Указ про щорічне відзначення Дня прав людини в Україні — «з метою утвердження і забезпечення прав і свобод людини, що є головним обов'язком держави, посилення консолідації українського суспільства».

## Тематика Днів прав людини
| Рік  | Тема українською                                        | Тема англійською                                             |
| ---- | ------------------------------------------------------- | ------------------------------------------------------------ |
| 2002 | День прав людини                                        | Human Rights Day                                             |
| 2003 | Знайте свої права                                       | Know your Human Rights                                       |
| 2004 | Освіта з прав людини                                    | Human Rights Education                                       |
| 2005 | Катування і глобальні зусилля по боротьбі з ними        | Torture and the Global Efforts to Combat it                  |
| 2006 | Боротьба з бідністю: обов'язок, а не милосердя          | Fighting Poverty — a Matter of Obligation, not Charity       |
| 2007 | Людська гідність та справедливість для всіх нас         | Dignity and Justice for all of us                            |
| 2008 | 60-я річниця прийняття Загальної декларації прав людини | 60th Annversary of the Universal Declaration of Human Rights |
| 2009 | Відстояти різноманіття — покінчити з дискримінацією     | Embrace Diversity, End Discrimination                        |
| 2010 | Не мовчи… скажи дискримінації — ні!                     | Speak up, Stop Discrimination                                |
| 2011 | Підтримайте права людини!                               | Celebrate Human Rights!                                      |
| 2012 | Зробіть так, щоб Ваш голос почули!                      | My Voice Counts                                              |
| 2013 | 20 років боротьби за ваші права                         | 20 Years Working for Your Rights                             |
| 2014 | Права людини: 365 днів                                  | #Rights365                                                   |
| 2015 | Наші права, наші свободи — завжди                       | Our Rights. Our Freedoms. Always                             |
| 2016 | Борись за чиїсь права сьогодні!                         | Stand up for someone's rights today!                         |
| 2017 | Відстоюймо рівність, справедливість і людську гідність  | Let's stand up for equality, justice and human dignity       |
| 2018 | Відстоюймо людські права!                               | stand up for the human rights                                |
| 2019 |                                                         |                                                              |
| 2020 | Відновлюйтеся краще — відстоюйте права людини           | Recover Better — Stand Up for Human Rights                   |
| 2021 | Тема 2021го року «рівність»                             | The theme for 2021 is «equality».                            |